# کیم دیکنز
کیم دیکنز (انگلیسی: Kimberly Jan Dickens)(زاده ۱۸ ژوئن ۱۹۶۵) یک هنرپیشه اهل ایالات متحده آمریکا است.
از فیلم‌ها یا برنامه‌های تلویزیونی که وی در آن نقش داشته‌است می‌توان به نقطه کور، طلوع مرکوری، خانه‌ای از شن و مه، مرد توخالی، دختر گم‌شده، متعهد، تأثیر صفر، سرزمین و از مردگان متحرک بترسید اشاره کرد.